# Waldbahn Alapajewsk
| Waldbahn Alapajewsk        | Waldbahn Alapajewsk |
| -------------------------- | ------------------- |
| ТУ8-0010 mit Personenzug   |                     |
| Waldbahn Alapajewsk (2012) |                     |
| Streckenlänge:             | 250 km              |
| Spurweite:                 | 750 mm (Schmalspur) |
| Streckengeschwindigkeit:   | 30 km/h             |
|                            |                     |

Die Waldbahn Alapajewsk (russisch Алапаевская узкоколейная железная дорога, transkr. Alapajewskaja uskokoleinaja schelesnaja doroga, transl. Alapajevskaâ uzkokolejnaâ železnaâ doroga) ist eine Waldbahn in der russischen Oblast Swerdlowsk, Alapajewsk.

## Geschichte

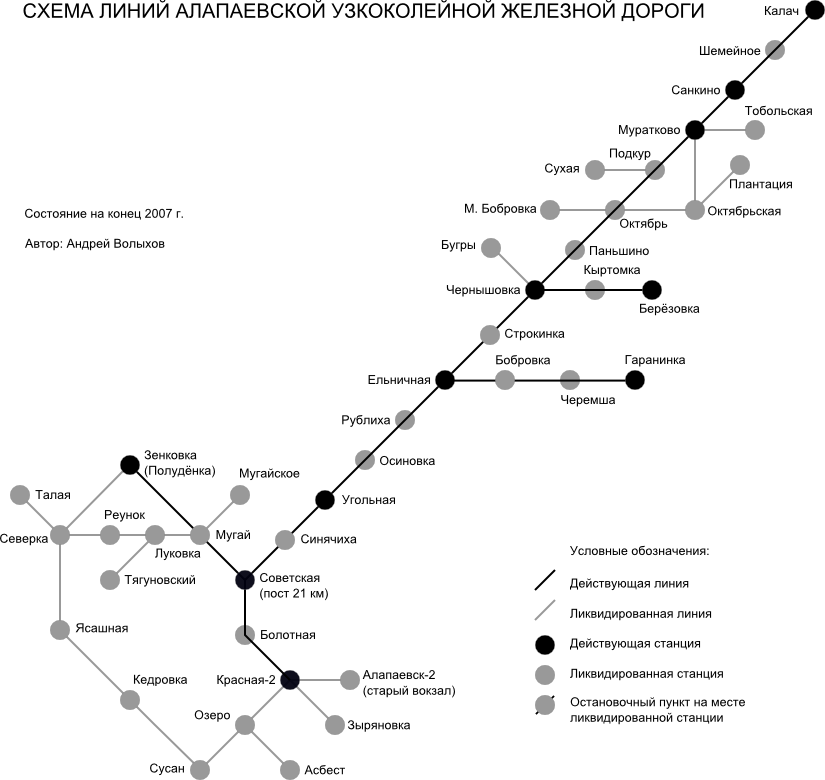
Streckennetz (Stand 2008)

Der erste Abschnitt der Schmalspurbahn wurde 1898 eröffnet. Von dem früher 600 km langen Waldbahnnetz mit einer Spurweite von 750 mm ist heute noch eine Reststrecke von 250 km vorhanden. Sie ist das größte 750-mm-Netz in Russland.

## Fahrzeuge

### Diesellokomotiven
- ТУ2 – № 169 (Monument – Alapajewsk)[2]
- ТУ4 – № 1800, 1637, 1332, 1828, 1452, 2881, 1452
- ТУ7А – № 2386, 2388, 2083, 1915, 1659, 3367[3]
- ТУ6А – № 2526, 2896
- ТУ8 – № 0010

### Wagen
- Flachwagen
- Kesselwagen
- Liegewagen
- Personenwagen
- Gedeckter Güterwagen
- Seitenkippwagen 47-641

### Bahndienstfahrzeuge
- Schneepflug
- Eisenbahn-Draisine

## Galerie

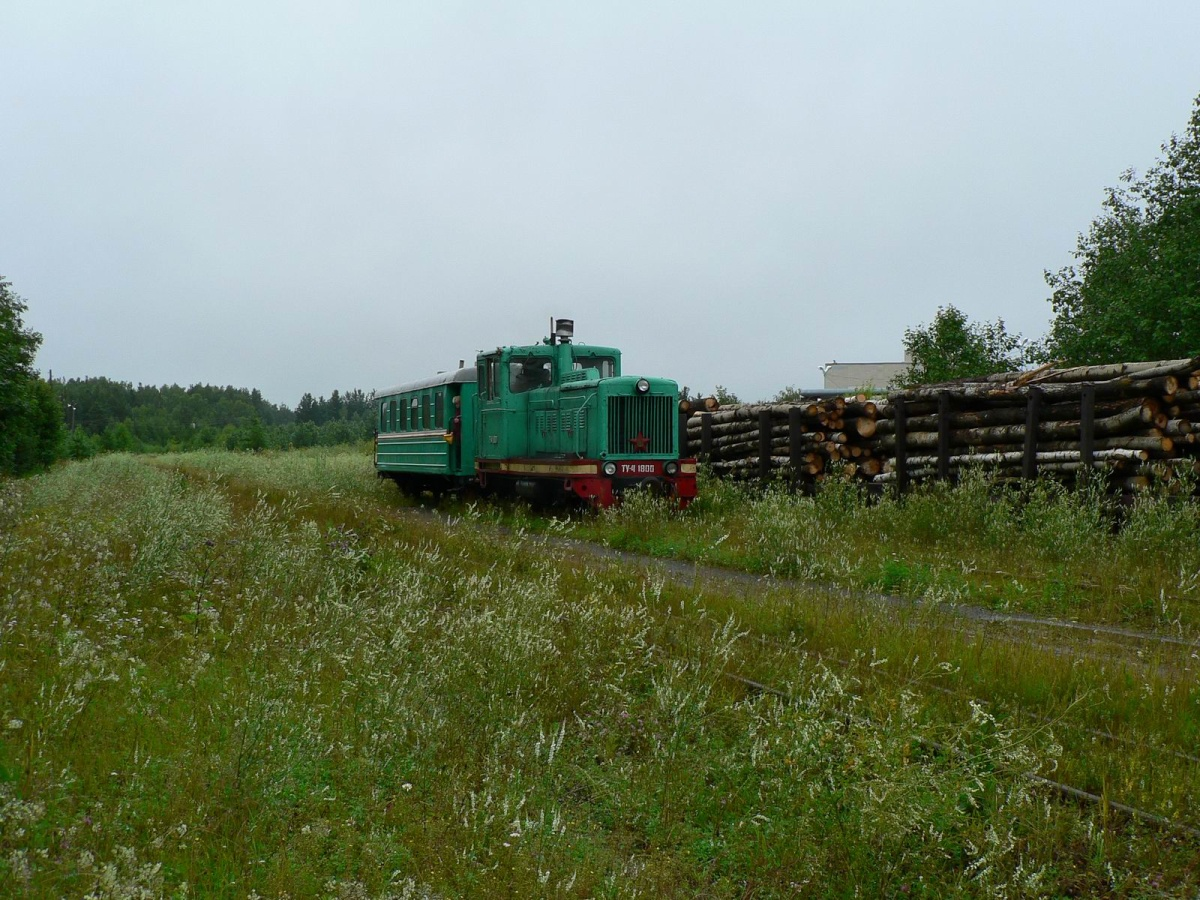
ТУ4-1800 mit Personalzug
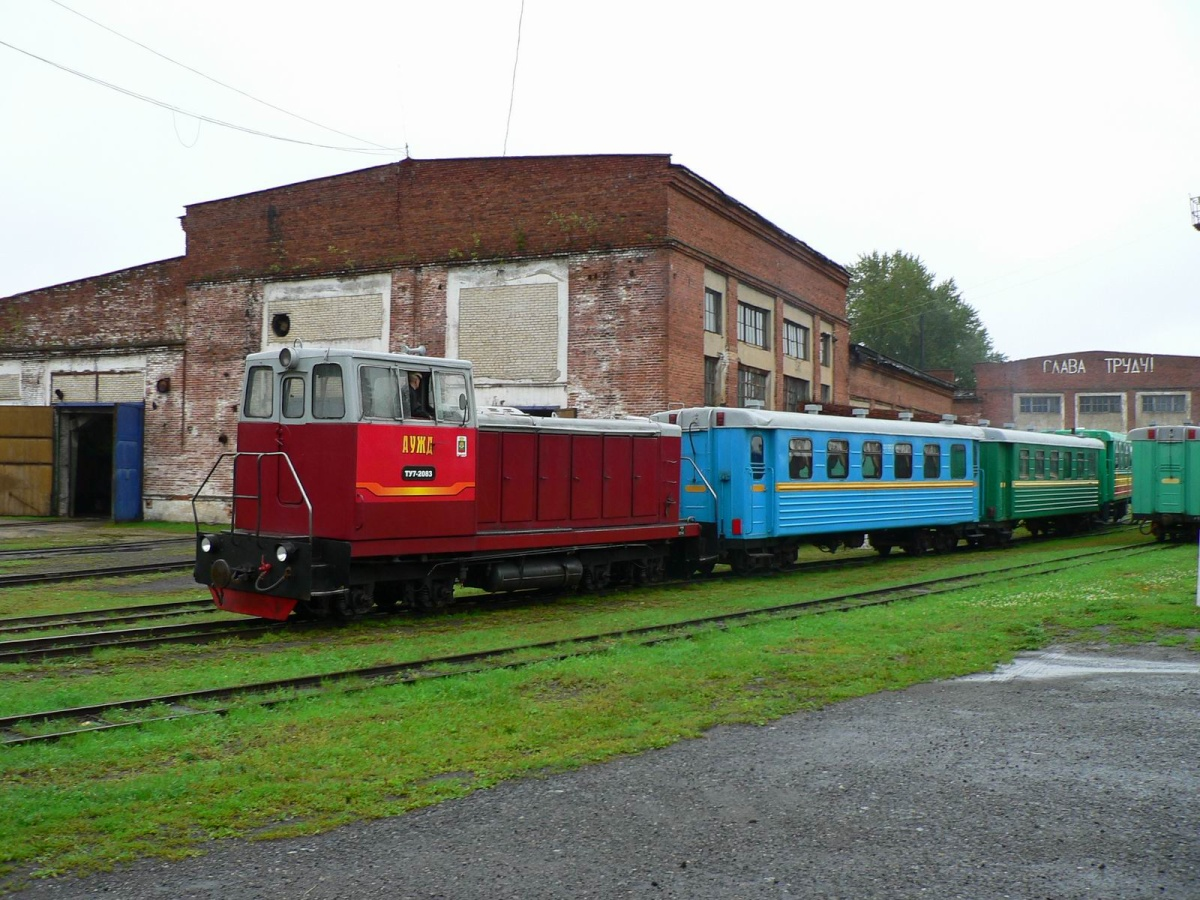
ТУ7–2083 mit Personalzug
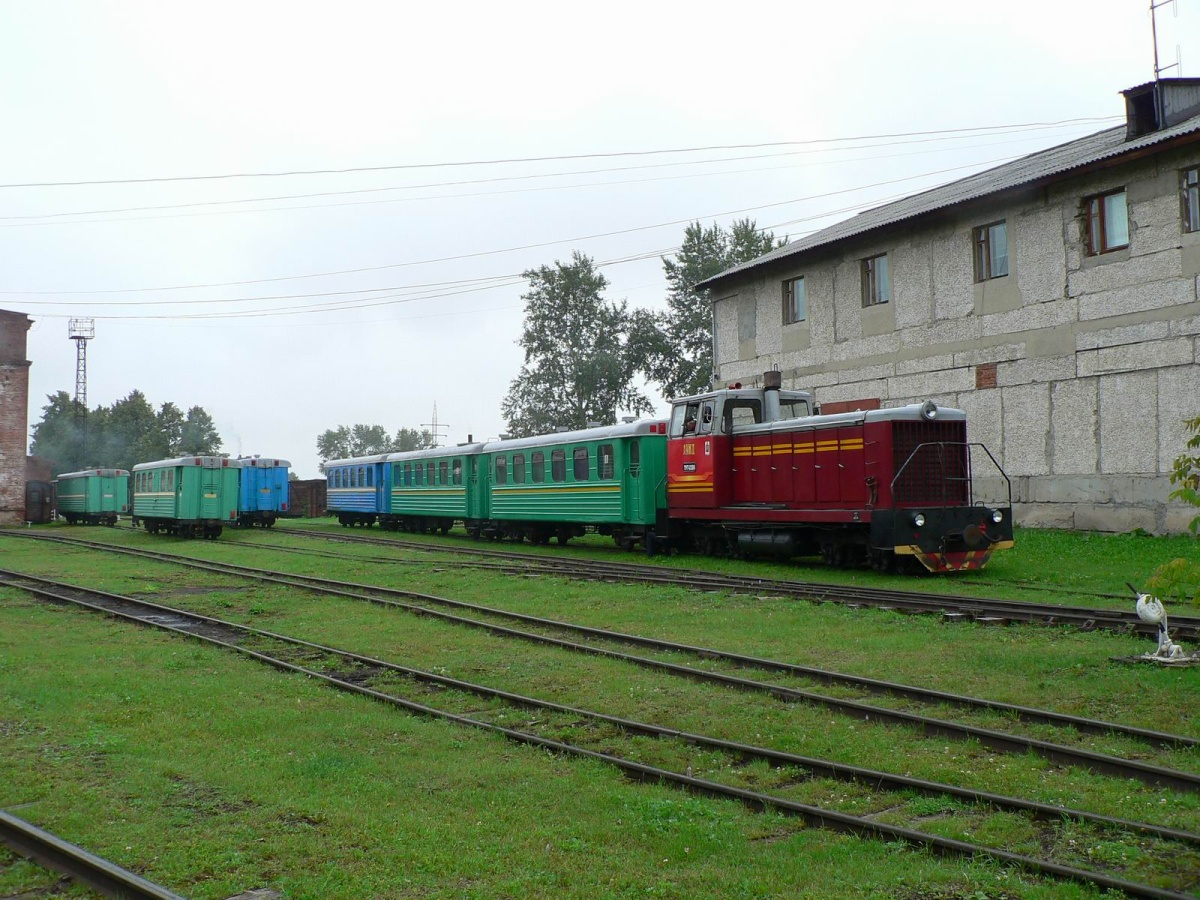
ТУ7–2386 mit Personalzug
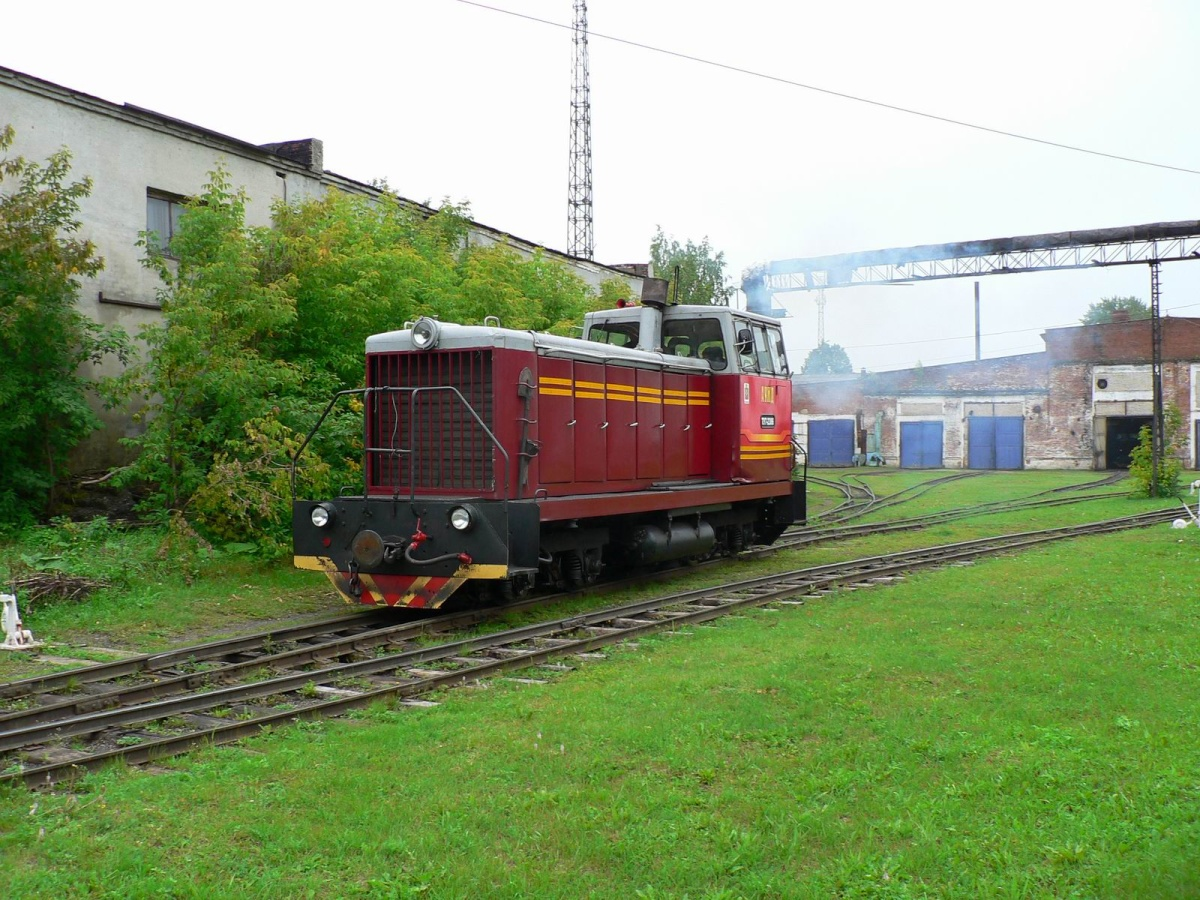
ТУ7–2386
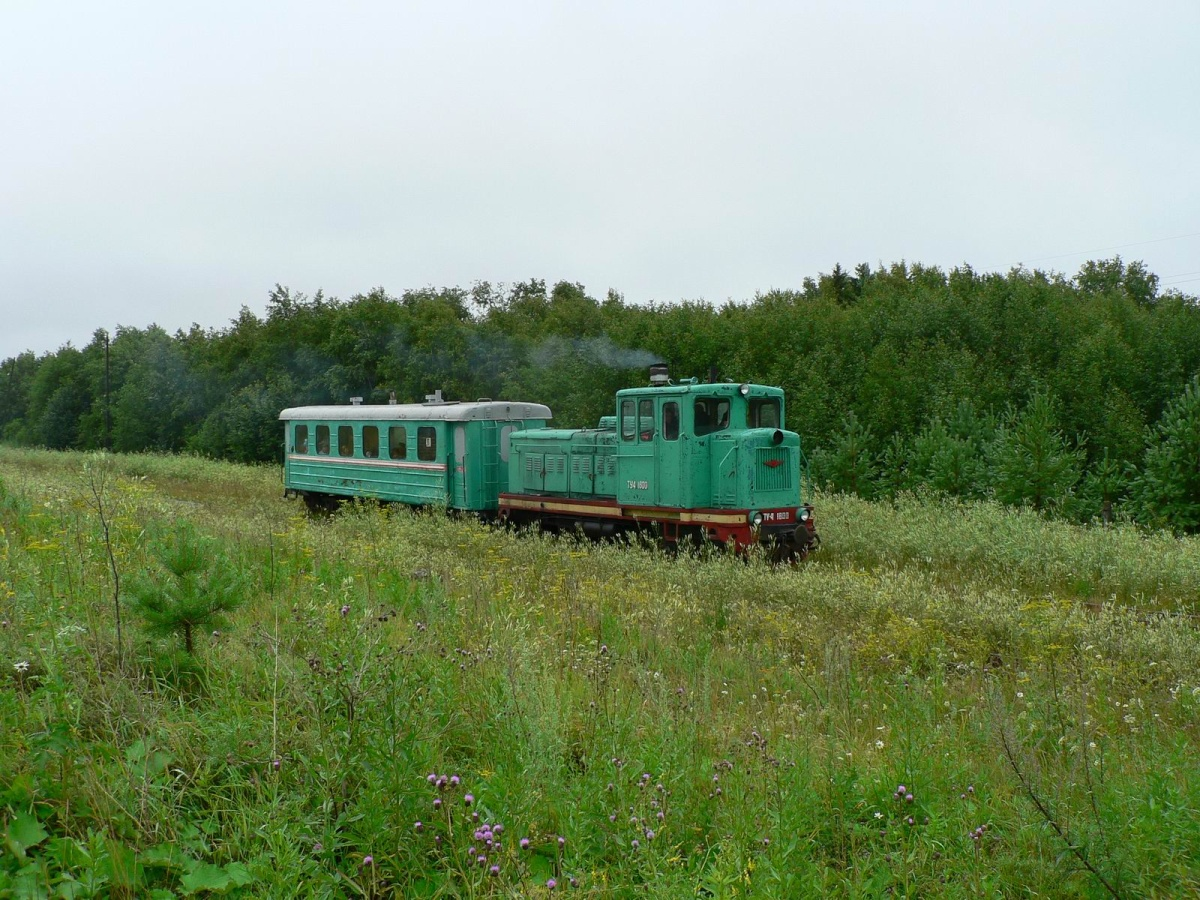
ТУ4-1800 mit Personalzug
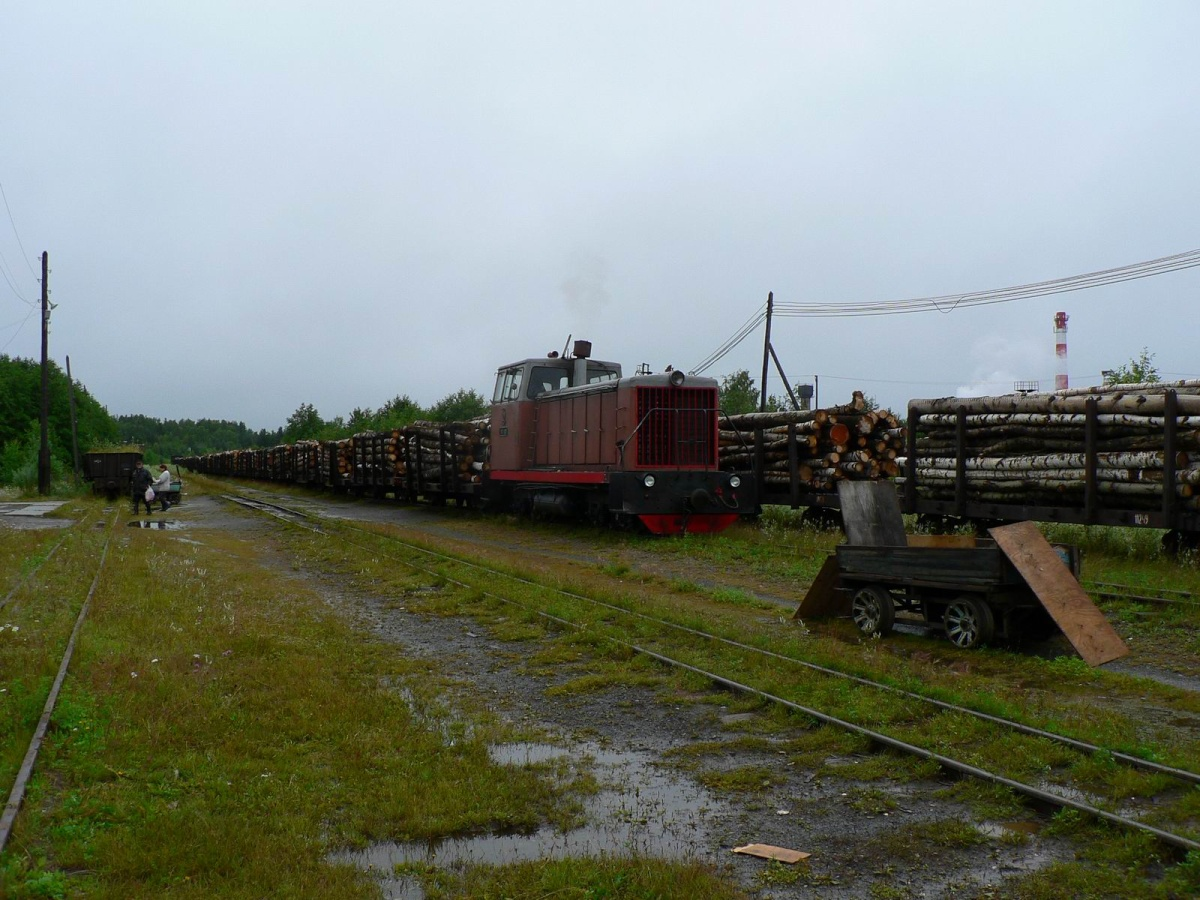
ТУ7-1915
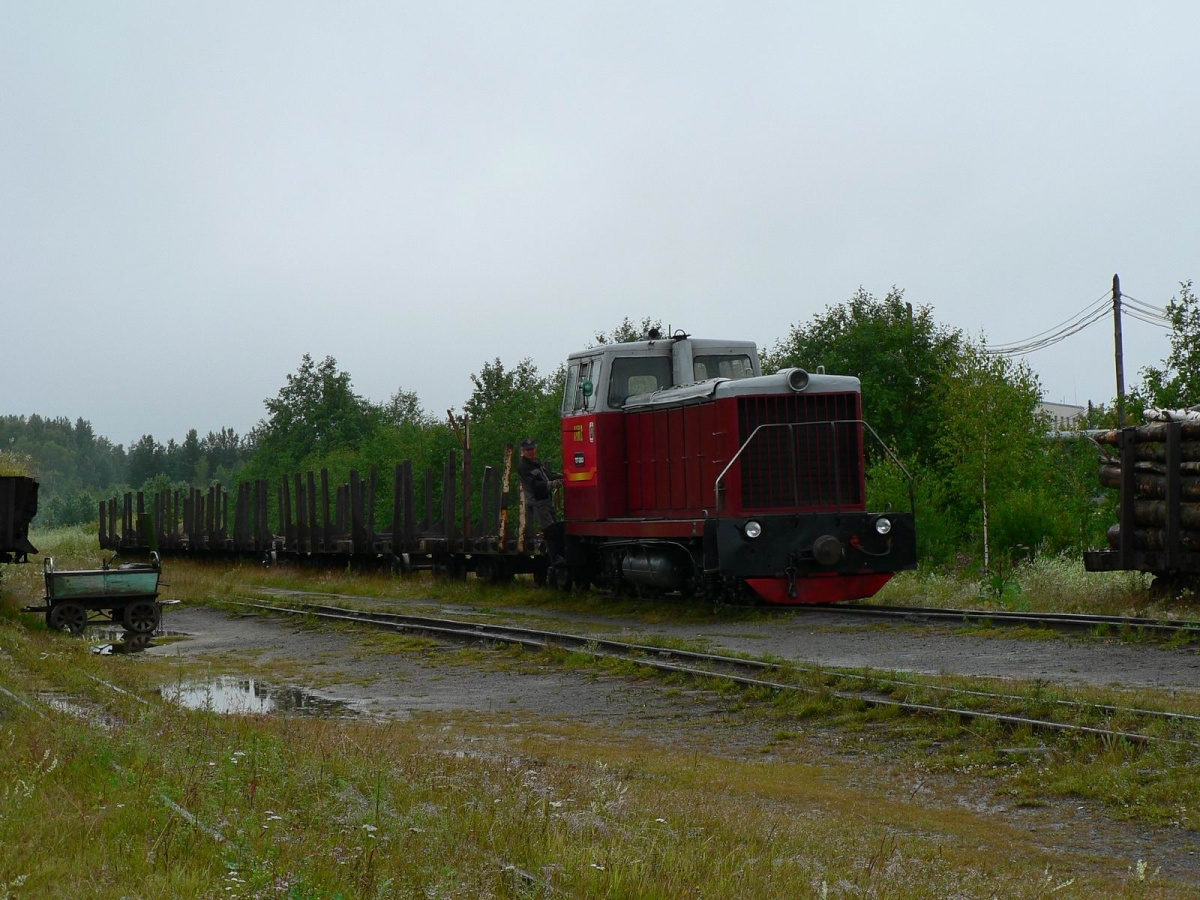
ТУ7-2083
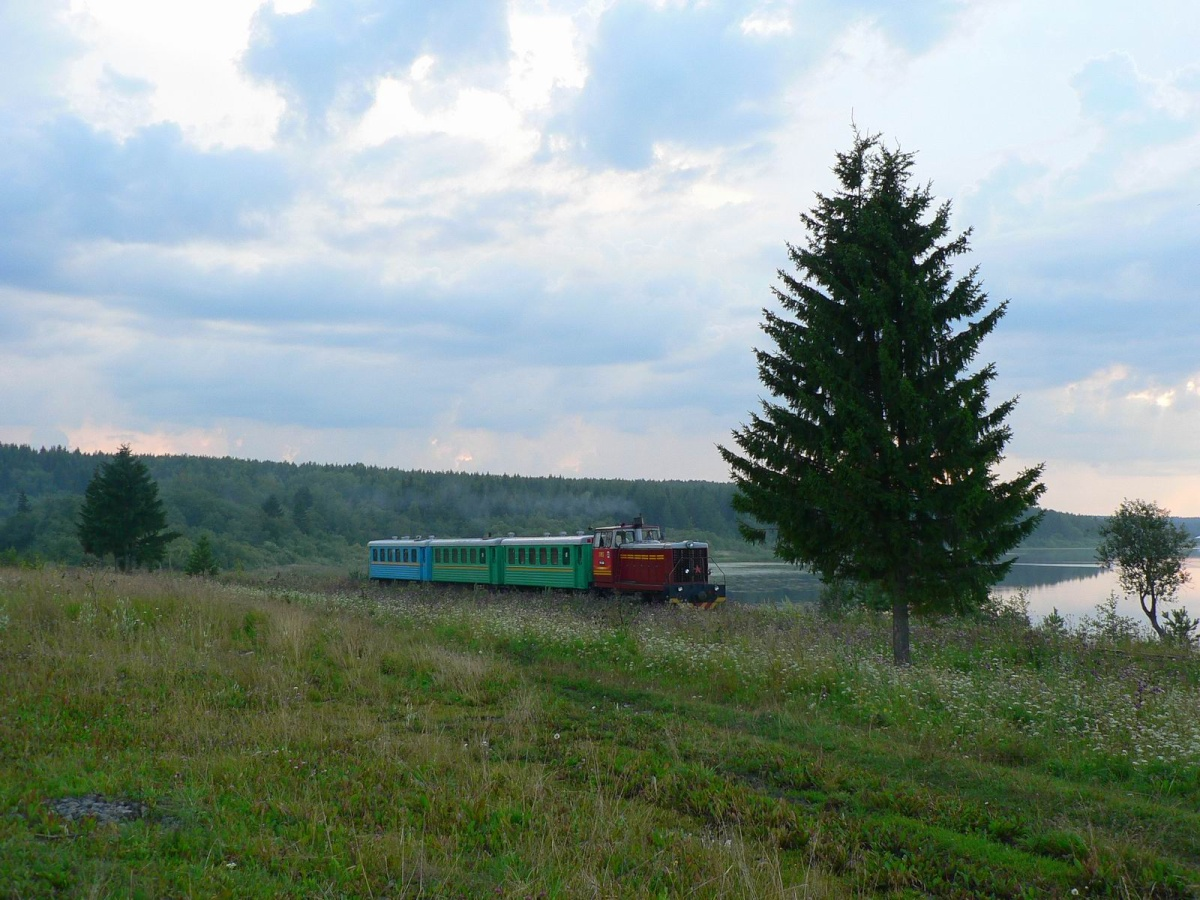
ТУ7–2388 mit Personalzug
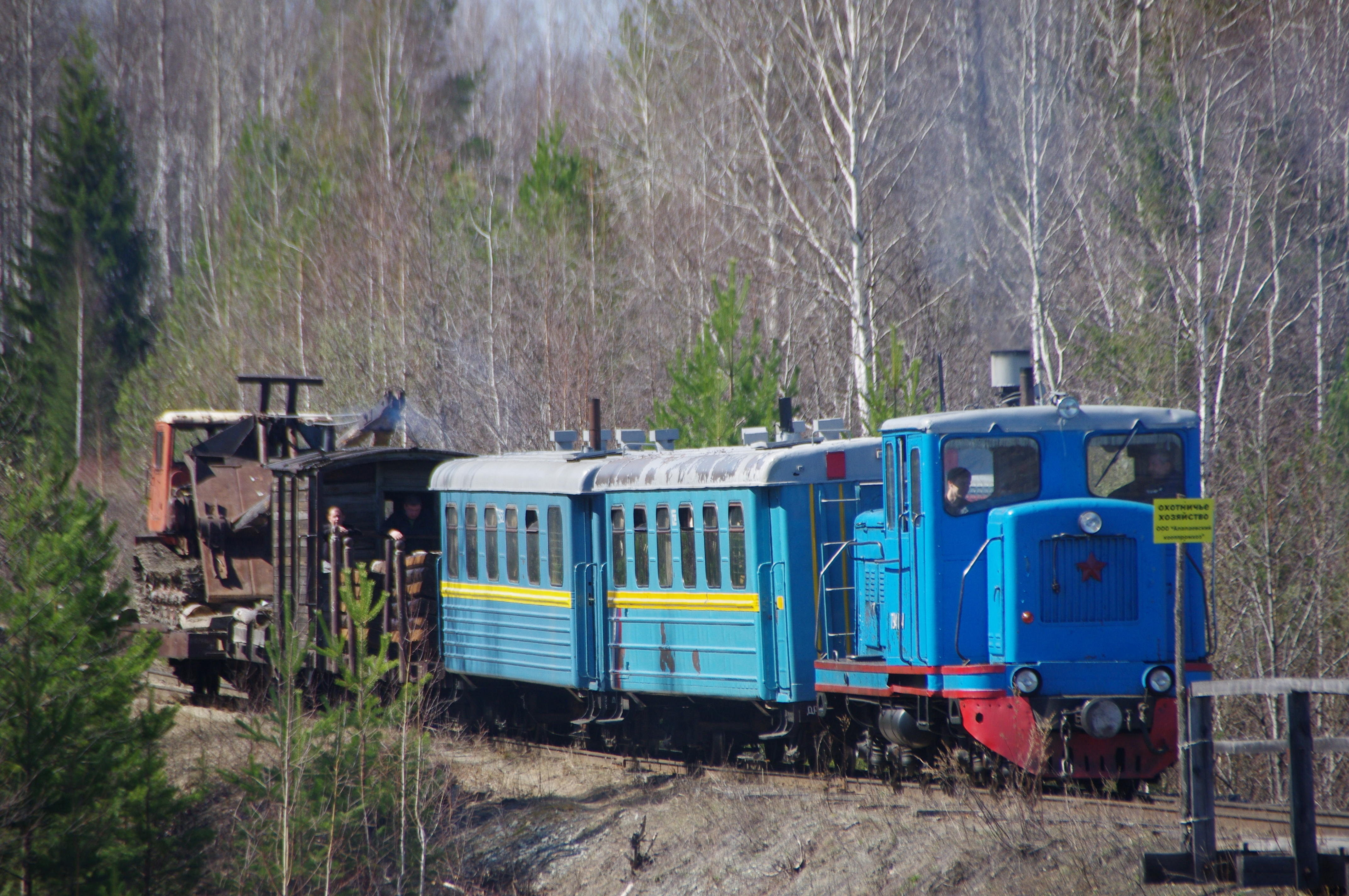
Zug der Waldbahn
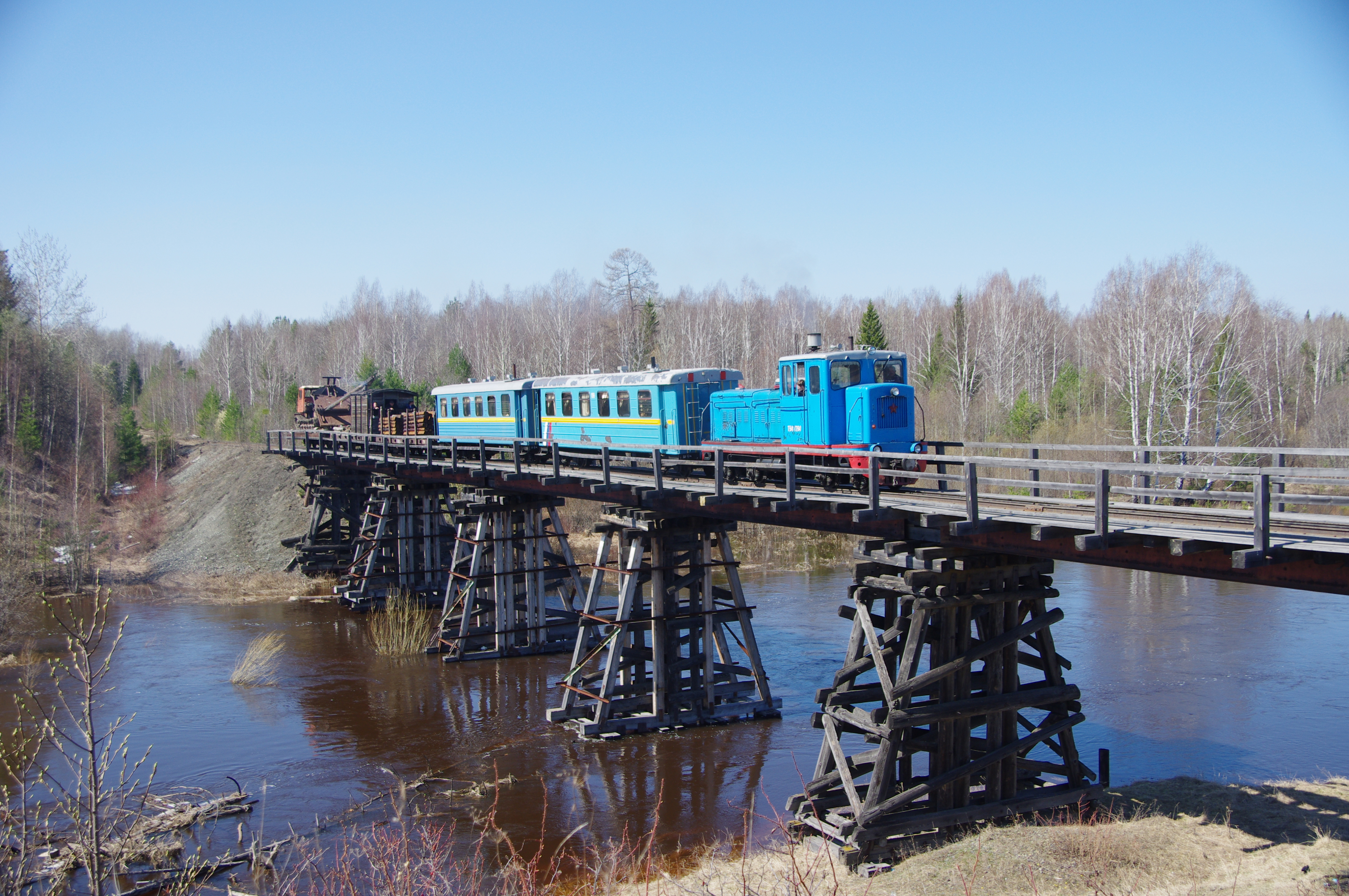
ТУ4-1794 mit Personalzug
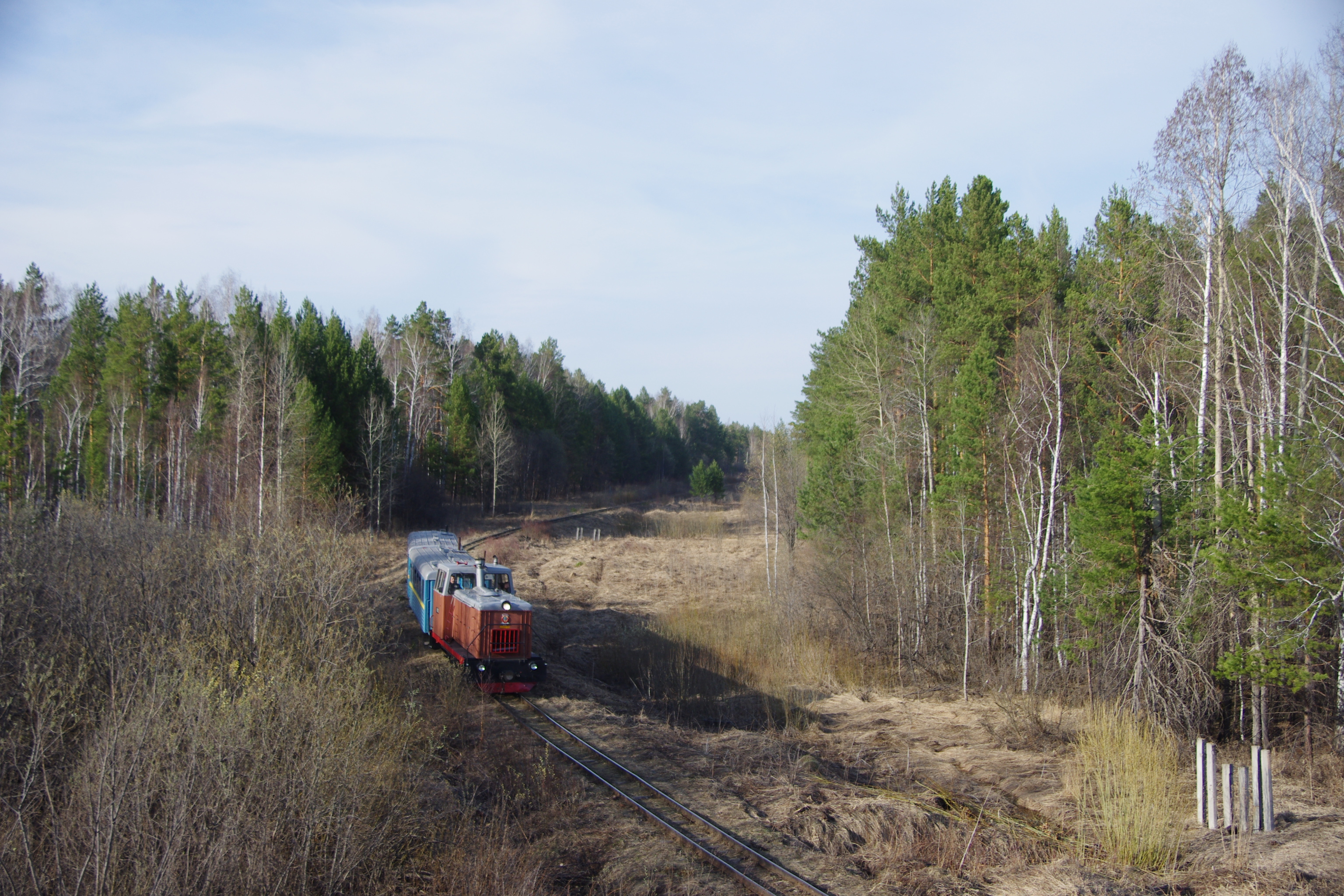
ТУ8-0010 mit Personalzug
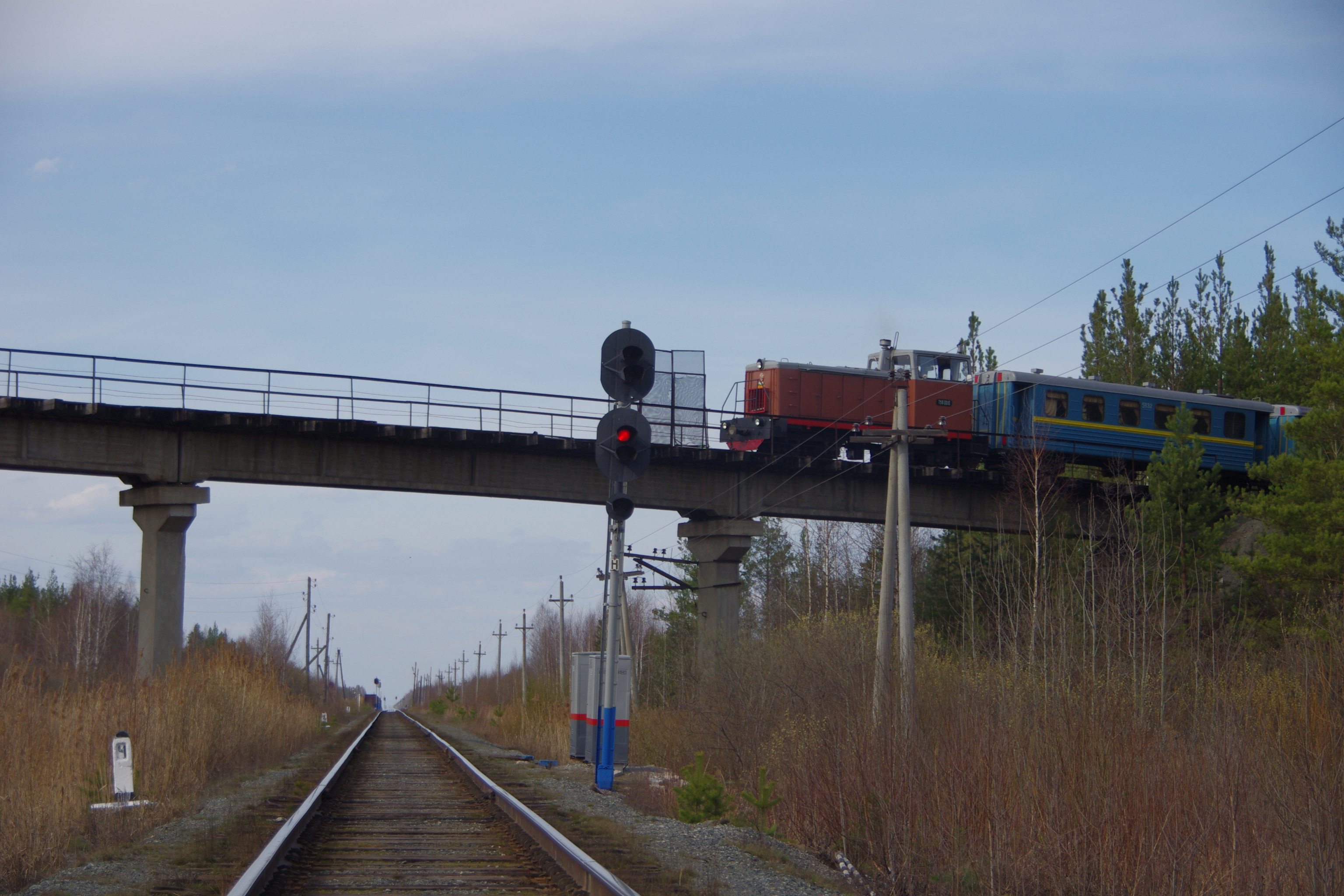
ТУ8-0010